# Сага о Форсайтах
«Са́га о Форса́йтах» (англ. The Forsyte Saga) — фундаментальное литературное произведение британского писателя Джона Голсуорси, написанное им в форме монументальной серии разноплановых сюжетов, описывающих жизнь состоятельной английской семьи Форсайтов. 
В 1932 году Джон Голсуорси был удостоен Нобелевской премии по литературе за «высокое искусство повествования, вершиной которого является „Сага о Форсайтах“».

## Произведения о Форсайтах
Все произведения, посвящённые различным поколениям семьи Форсайтов, группируются в несколько больших циклов. Новелла «Спасение Форсайта» под псевдонимом Джон Синджон (John Sinjohn) была написана Голсуорси самой первой.
| Русское название  | Жанр    | Английское название    | Год выхода |
| ----------------- | ------- | ---------------------- | ---------- |
| Спасение Форсайта | новелла | Salvation of a Forsyte | 1901       |

Цикл произведений непосредственно под названием «Сага о Форсайтах» (The Forsyte Saga) вышел в 1922 году и включил в себя такие произведения как:
| Русское название        | Жанр       | Английское название        | Год выхода |
| ----------------------- | ---------- | -------------------------- | ---------- |
| Собственник             | роман      | The Man of Property        | 1906       |
| Последнее лето Форсайта | интерлюдия | Indian Summer of a Forsyte | 1918       |
| В петле                 | роман      | In Chancery                | 1920       |
| Пробуждение             | интерлюдия | Awakening                  | 1920       |
| Сдаётся внаём           | роман      | To Let                     | 1921       |

Далее идёт сборник рассказов «На форсайтской бирже» (On Forsyte ‘Change). В предисловии автор указал что "Все они были написаны после «Лебединой песни» но читать их стоит между «Сагой» и «Комедией», так как без «Саги» они не будут поняты, и действие завершается перед тем как «Комедия» начинается". В том же предисловии автор обращается ко всем своим произведениям о Форсайтах как «Хроники семьи Форсайтов» (Chronicles of the Forsyte family).
| Русское название                                | Жанр        | Английское название              | Год выхода |
| ----------------------------------------------- | ----------- | -------------------------------- | ---------- |
| Предисловие к рассказам «На Форсайтской Бирже»  | предисловие | Foreword to «On Forsyte ‘Change» | 1930       |
| Пряжки Гордого Доссета                          | рассказ     | The Buckles of Superior Dosset   | 1930       |
| Зыбучие пески времени                           | рассказ     | Sands of Time                    | 1930       |
| Маленькое путешествие Эстер                     | рассказ     | Hester’s Little Tour             | 1930       |
| Тимоти на волосок от гибели                     | рассказ     | Timothy’s Narrow Squeak          | 1930       |
| Роман Тёти Джули                                | рассказ     | Aunt Juley’s Courtship           | 1929       |
| Николас-властитель                              | рассказ     | Nicholas-Rex                     | 1930       |
| Грустная история                                | рассказ     | A Sad Affair                     | 1929       |
| Бунт у Роджера                                  | рассказ     | Revolt at Roger’s                | 1930       |
| Как Джун подобрала свою первую «несчастненькую» | рассказ     | June’s First Lame Duck           | 1929       |
| Собака у Тимоти                                 | рассказ     | Dog at Timothy’s                 | 1929       |
| Безумство в летнюю ночь                         | рассказ     | Midsummer Madness                | 1929       |
| Гондекутер                                      | рассказ     | The Hondekoeter                  | 1929       |
| Крик Павлина                                    | рассказ     | Cry of Peacock                   | 1930       |
| Фрэнси и заезжий прощелыга                      | рассказ     | Francie’s Fourpenny Foreigner    | 1930       |
| Форсайт четвёркой                               | рассказ     | Four-In-Hand Forsyte             | 1930       |
| Оплошности Туитимена                            | рассказ     | The Sorrows of Tweetyman         | 1930       |
| Два Дромио                                      | рассказ     | The Dromios                      | 1930       |
| Как Форсайт соприкоснулся с народом             | рассказ     | A Forsyte Encounters the People  | 1930       |
| Сомс и Англия                                   | рассказ     | Soames and the Flag              | 1930       |

Под названием «Современная комедия» (A Modern Comedy) вышел следующий цикл произведений:
| Русское название | Жанр       | Английское название         | Год выхода |
| ---------------- | ---------- | --------------------------- | ---------- |
| Белая обезьяна   | роман      | The White Monkey            | 1924       |
| Идиллия          | интерлюдия | (Interlude) a Silent Wooing | 1926       |
| Серебряная ложка | роман      | The Silver Spoon            | 1926       |
| Встречи          | интерлюдия | (Interlude) Passers By      | 1926       |
| Лебединая песня  | роман      | Swan Song                   | 1928       |

И, наконец, последний цикл романов под общим названием «Конец главы» (End of the Chapter) можно рассматривать как своеобразный спин-офф: Форсайты упоминаются, но главными действующими лицами являются члены обедневшей дворянской семьи Черрел — дальние родственники Монтов, связанных с Форсайтами через брак их сына, Майкла с Флёр, дочерью Сомса:
| Русское название | Жанр  | Английское название             | Год выхода |
| ---------------- | ----- | ------------------------------- | ---------- |
| Девушка ждёт     | роман | Maid In Waiting                 | 1931       |
| Пустыня в цвету  | роман | Flowering Wilderness            | 1932       |
| На другой берег  | роман | Over the River (One more River) | 1933       |

## Содержание

### Спасение Форсайта
Новелла «Спасение Форсайта» (Salvation of the Forsyte) была впервые напечатана в 1901 году в сборнике «Человек из Девона».
Два брата — Джемс и Суизин Форсайты встречаются после долгой разлуки. Они уже пожилые люди, преуспевшие в своей жизни, достигшие материальных благ и имеющие авторитет в обществе. Суизин смертельно болен, и он пытается проанализировать свою жизнь и сделать необходимые выводы. Героя не покидает чувство, что он что-то потерял, без чего его жизнь лишилась цели. Суизин засыпает и во сне вспоминает свою поездку в Зальцбург ещё на заре своей юности: случайно в пьяной драке в трактире он знакомится с венгром Болешске, а затем и с его дочерьми, Маргарет и Рози. В последнюю Форсайт влюбляется, и как оказывается, взаимно, но разница в социальном положении мешает Суизину жениться на Рози. Он не готов переступить через общественные нормы и рамки: «Что обо мне подумают в Лондоне?», «Как я покажусь на глаза отцу?». Форсайт так и не решается забрать Рози, а та в свою очередь возвращается в Венгрию, так как после романа с Суизином ничего кроме унижения в Зальцбурге её не ждёт. Суизин просыпается. Он снова лежит в своей кровати — старик, одинокий и никому не нужный. Форсайт понимает, что те преданные чувства к Рози были большой потерей, что он струсил. В предсмертные минуты он просит у слуги бокал шампанского, и ему является Рози, которая обещает вернуть потерянное. Последний пузырёк лопается в бокале шампанского и Суизин умирает.

### Собственник
«Собственник» — наиболее критический и острый роман из многотомной эпопеи о Форсайтах. Форсайты — рантье, они ничего сами не производят, основная их забота — выгодное размещение капитала.  В этом первом романе «Саги о Форсайтах», читателю представляются впечатляющие «ряды» Форсайтов, возглавляемые тётушкой Энн. В доме старого Джолиона проходит собрание всех членов семьи Форсайтов. Дальше начинаются главные события саги, в частности подробно описывается жизнь Сомса Форсайта и его желание владеть вещами, включая его прекрасную жену, Ирэн Форсайт. Он очень ревнует её к друзьям и хочет, чтобы она принадлежала только ему одному. Сомс замышляет план, цель которого — перевезти её за город, в Робин-Хилл, в дом, который он собирается построить. Там она должна будет жить вдали от своих друзей, которые, по его мнению, внушают ей дурные мысли. Автор рисует распад семьи, основанной на господстве в ней мужа-собственника. Ирэн для него лишь ценное приобретение, её свобода, независимость, человеческое достоинство не существуют для Сомса, он хочет обладать ею на правах хозяина, купившего рабыню или дорогую вещь. Ирэн влюбляется в архитектора Филипа Босини, жениха Джун Форсайт, дочери двоюродного брата Сомса, Джолиона младшего. Филип был нанят Сомсом для постройки дома в Робин-Хилле. Ирэн уходит от Сомса после того, как он её насилует, о случившемся она рассказывает Босини. После разговора с Ирэн потрясённый Босини выходит в город, попадает в тумане под омнибус и погибает.

### Последнее лето Форсайта. Интерлюдия
Прошло четыре года со смерти архитектора Босини — жениха Джун и любовника Ирэн. Дом в Робин-Хилле, выстроенный Босини для Сомса, в конце концов купил старый Джолион и переехал туда со своим сыном (Джолионом младшим), невесткой и внуками — Джун, Джолли и Холли.
Молодой Джолион с женой и Джун (к радости дедушки она подружилась со своим отцом и мачехой) отправились в путешествие, Джолли уехал учиться в школу, а Холли (её учила дома гувернантка-француженка mam’zelle Бос) осталась в Робин-Хилле со старым Джолионом.
Главе семьи уже восемьдесят пять лет — здоровье даёт о себе знать, но он обожает своих маленьких внуков и не замечает свой возраст.
Однажды старый Джолион видит в опере Ирэн — законную жену Сомса Форсайта, которая снова ушла от мужа в ту же ночь, когда узнала о смерти Босини. Она практически не изменилась, но её красоту подчеркнула лёгкая седина и морщинки у глаз. На следующий день, во время прогулки с собакой старый Джолион находит Ирэн в роще у поваленного дерева и приглашает в дом. Она рассказывает, что живёт под фамилией Эрон, снимает недорогую квартирку, зарабатывает уроками игры на фортепьяно и помогает лондонским проституткам (одна из них спасла Ирэн, после того, как она во второй раз ушла от Сомса). Старый Джолион помогает племяннице чеком на пятьдесят фунтов (затем он укажет её в завещании) и приглашает снова приехать к нему в гости.
Со временем они начинают часто встречаться, как в Лондоне (старый Джолион водит Ирэн в театр и прогуливается с ней в парке), так и в Робин-Хилле (Ирэн даёт уроки для Холли).
Несмотря на ухудшение здоровья — обмороки, и боли в сердце, — Старый Джолион упоён встречами с «дамой в сером» (так он с внучкой называет Ирэн за её серо-лиловое платье), но скоро должна приехать Джун с отцом и мачехой, а Ирэн опасается этой встречи — старый Джолион уверяет, что Джун простила её за историю с Босини, но Ирэн знает: можно простить, но нельзя забыть. Однажды она прощается и больше не приезжает.
В один знойный день старому Джолиону становится хуже. Ирэн узнаёт об этом и обещает приехать. Форсайт обрадован этим известием, но, дожидаясь её у старого дуба, умирает.

### В петле
Второй роман в трилогии Дж. Голсуорси «Сага о Форсайтах». Мы узнаём о том, что случилось через 7 лет после смерти старого Джолиона, описанной в интерлюдии «Последнее лето Форсайта».
Молодой Джолион, а теперь просто Джолион, стал попечителем Ирэн. Он живёт в Робин-Хилле, где всё осталось по-прежнему, вместе с Холли. Джолли поступил в Оксфорд. Джун живёт в Лондоне, в собственной квартире и помогает «непризнанным талантам» мира искусства, своим «несчастненьким».
Ирэн живёт всё в той же квартире в Челси, только обставила её лучше и уютнее, ездила путешествовать. Но она одинока, проводит вечера одна, хотя по-прежнему переодевается к обеду, играет для себя на рояле. Как отмечает Джолион, Ирэн всё ещё живёт Босини.
Сомс переехал в загородный дом неподалёку от Мепелдерхема. Он тоже один, однако регулярно навещает двадцатилетнюю француженку Аннет, мать которой, мадам Ламот, открыла ресторан «Бретань» в здании, принадлежащем Джемсу Форсайту. Единственное, что смущает Собственника, это то, что ресторан находится в Сохо, нереспектабельном районе, и ещё то, что он по-прежнему женат.
У Тимоти всё по-старому. А вот Джемс сильно сдал, всё время жалуется, что ему «никогда ничего не рассказывают».
Сюжет романа крутится вокруг бракоразводного процесса Сомса, который понимает, что хочет детей. Однако Собственник ещё верит, что может вернуть Ирэн, просит поговорить с ней Джолиона, идёт к ней сам, устанавливает за женщиной слежку, преследует её в Париже. Всё это толкает испуганную Ирэн в объятия Джолиона, который старается защитить её от своего кузена и поддержать в трудную минуту. В конце концов, у Сомса появляются не очень убедительные доказательство их близости, которой не было. Джолион и Ирэн решают не защищаться, они уезжают вместе в Италию. Сомс присутствует на суде один. Развод состоялся. Через некоторое время бывшая жена Собственника выходит замуж за художника и рожает ему сына Джона. Сомс женится на Аннет. Он мечтает о сыне, но доктор ставит его перед нелёгким выбором: можно прооперировать Аннет и спасти её жизнь, но потерять ребёнка, или оставить всё как есть, тогда младенец будет жив, но мать может умереть, причём в любом случае детей она иметь больше не сможет. После долгих колебаний Сомс запрещает оперировать, и Аннет приносит ему дочь Флер. В ночь после родов умирает Джемс, перед этим Сомс сообщает ему, что Аннет родила сына.
Параллельно с этой, главной, сюжетной линией развиваются ещё две. Уинифрид Дарти ссорится со своим проигравшимся мужем из-за того, что Монтегью крадёт её жемчуга и дарит танцовщице. Дарти уходит от неё и уезжает в Буэнос-Айрес. По совету брата Уинифрид начинает бракоразводный процесс, но по закону она сначала должна потребовать восстановления себя в супружеских правах. Её иск удовлетворяют и высылают Монти постановление, обязывающее его вернуться домой. Сомс и Джемс надеются, что Дарти не подчинится, но Монтегью возвращается к жене, потрёпанный и «сгоревший».
Помимо этого развивается драма третьего поколения Форсайтов. Приехав с Сомсом в Робин-Хилл, Вэл Дарти знакомится со своей троюродной сестрой Холли и влюбляется в неё. Молодая пара устраивает верховые прогулки по Лондонским паркам. Однако знакомство Вэла в Оксфорде с Джолли происходит не столь гладко, троюродные братья сразу невзлюбили друг друга, между ними даже происходит драка. Но на летних каникулах, сразу после судебного процесса, на котором Вэл присутствовал с матерью, он признаётся Холли в своих чувствах, и они заключают помолвку. Об этом узнаёт Джолли. Вне себя от гнева, он вынуждает кузена вместе с ним записаться в армию и отправиться в Южную Африку на Англо-бурскую войну. Вэл соглашается. Джун и Холли следом за братом отправляются туда же в качестве сестёр милосердия. Но Джолли умирает от дизентерии, не успев даже поучаствовать в боях. Холли и Вэл заключают брак в Южной Африке и хотят купить там ферму, на что юный Дарти просит денег у дедушки Джемса, но тот ничего не успевает им дать.

### Пробуждение. Интерлюдия
Эта самая небольшая часть Саги повествует о детстве маленького Джона, сына Джолиона и Ирэн (полное имя Джона — также Джолион, он уже четвёртый Джолион после своего деда Старого Джолиона, отца Джолиона младшего и старшего брата Джолли).
Маленький Джон рос в атмосфере совершенной идиллии, окружённый заботой родителей и горячо любимой няни «Да». Он страстно любил книги, и каждая вдохновляла его на новые приключения: то он просиживал всё утро на дереве, воображая себя моряком, то разыгрывал оловянными солдатиками войны, описанные в большой «Истории Европы», то сооружал вигвам на берегу пруда и превращался в настоящего индейца. При этом Джон — очень чуткий, любящий и чувствительный к Красоте ребёнок. Он любит отца и боготворит мать. Она видится ему чем-то неземным, поэтому в начале главное место в его сердце принадлежит няне. Но когда та выходит замуж и исчезает из жизни мальчика, Джон начинает всё больше и больше тянуться к матери. И постепенно, день за днём в нём просыпается новое, сильное чувство безграничной любви к ней. С этого момента Ирэн навсегда воцаряется в сердце маленького Джона.

### Сдаётся внаём
Идёт 1920 год. Дети Сомса и Ирэн повзрослели. Сомс безумно любит и бережёт свою дочь Флер, в то время как отношения с женой Аннет у него значительно ухудшились. Однажды Сомс пригласил свою дочь посетить картинную галерею Джун Форсайт, где произошла случайная встреча с Ирэн и её сыном. На вопрос Флер о том, кто этот молодой человек, Сомс ответил, что это их дальний родственник, с семьёй которого давно утеряны все связи. На вопрос Джона Ирэн также ответила, что Флер и её отец — дальние родственники. Тем не менее, Джон и Флер почувствовали интерес друг к другу. Джон решил изучать сельское хозяйство и с этой целью отправился на ферму Вэла и Холли Дарти. Именно там и произошла вторая неожиданная встреча Джона и Флер. Молодые люди признались в любви друг к другу. Но семейная тайна мешает влюблённым быть вместе. Они решает выяснить её во что бы то ни стало. Сомс и Ирэн замечают, что с их детьми что-то происходит. Ирэн и молодой Джолион решают увезти Джона в Европу, надеясь, что он забудет своё увлечение Флер.
Через несколько недель Джон возвращается и ищет новой встречи с Флер. К тому времени за Флер начинает ухаживать молодой Майкл Монт. Он сообщает Сомсу о своих намерениях жениться на Флер, но Сомс отвечает, что решение остаётся за дочерью. Сомс обеспокоен симпатией Флер к Джону, но семейную тайну не раскрывает. Секрет Флер узнаёт от мсье Проспера Профона, который часто гостит в доме Уинфрид Дарти (сестры Сомса) и состоит в тайной связи с Аннет Форсайт. Именно Профон расскажет Флер о том, что ранее Ирэн и Сомс были женаты, а после Ирэн вышла замуж за молодого Джолиона.
Флер решает не сообщать Джону и быть вместе с ним вопреки всем обстоятельствам. Она пытается уговорить Джона уехать с ней в Шотландию и там обвенчаться. Джон в смятении: с одной стороны, он безгранично любит Флер, с другой стороны, он не может обманывать свою мать. Точку ставит письмо Джолиона, которое он пишет сыну, рассказывая всю историю Сомса и Ирэн. В конце письма Джолион просит Джона отказаться от Флер, так как его связь с дочерью Сомса будет «пощёчиной» для Ирэн. В тот момент, когда Джон читает это письмо, Джолион умирает. Этот факт укрепляет решение Джона бросить Флер.
После смерти Джолиона Флер просит Сомса отправиться в Робин-Хилл к Джону и помириться с Ирэн. Сомс соглашается ехать ради дочери. В Робин-Хилле он встречает Джона, который просит передать Флер, что их отношения окончены. Джон и Ирэн решают покинуть страну, а Флер принимает предложение Майкла Монта выйти замуж.

## Персонажи

### Старые Форсайты
- Энн, старшая в семье
- Старый Джолион, глава семьи, сколотил своё состояние на продажах чая
- Джемс, адвокат, женат на Эмили, самой спокойной из женщин
- Суизин, брат-близнец Джемса с аристократическими замашками
- Джулия, вдова
- Эстер, старая дева
- Николас, богатейший в семье
- Роджер, «настоящий Форсайт»
- Сьюзан, замужняя сестра
- Тимоти, самый осторожный человек Британии

### Молодые Форсайты
- Молодой Джолион, сын Старого Джолиона, художник, трижды женат
- Сомс, сын Джемса и Эмили, юрист и жёсткий собственник
- Уинифред, сестра Сомса, одна из трёх дочерей Джемса и Эмили, замужем за светским пьяницей Монтегью Дарти
- Джордж, сын Роджера, закоренелый шутник, самый высокий и толстый из молодых Форсайтов, мизантроп
- Фрэнсис, сестра Джорджа и дочь Роджера, единственный музыкант в семье

### Их дети
- Джун, дочь Молодого Джолиона от первого брака, была помолвлена с Филипом Босини
- Джолли, сын Молодого Джолиона от второго брака
- Холли, дочь Молодого Джолиона от второго брака
- Джон, сын Молодого Джолиона от третьего брака с Ирэн
- Флер, дочь Сомса от второго брака с француженкой Аннет
- Вэл, сын Уинифред и Монтегью, воевал в англо-бурской войне, женат на своей кузине Холли
- Имоджин, дочь Уинифред и Монтегью
- Кит, сын Флер и Майкла
- Мод, дочь Уинифред и Монтегью
- Бенедикт, сын Уинифред и Монтегью

## Родословная Форсайтов
1. Джолион «Фермер с Большого Луга» Форсайт (ок. 1680 — ?) + Мэри Бир
1.1. Джолион «Большой Форсайт» (ок. 110—177) + ?
1.1.1. Джолион Форсайт (1741—1812) Последний фермер в роду Форсайтов. Долгое время считался «самым первым Джолионом» + Джулия Хэйтер
1.1.1.1. Джолион «Гордый Доссет» Форсайт (1770—1850). Рост пять футов и пять дюймов. В 1821 г. переехал с семьёй из Дорсетшира в Лондон. Отец десятерых старых Форсайтов. Оставил своим детям в наследство 30 тыс. фунтов.
+ Энн Пирс (1 февраля 1780 — 16 апреля 1821). Умерла при родах, рожая Сьюзен Форсайт, впоследствии Хэймен.
1.1.1.1.1. Энн Форсайт (23 сентября 1799 — 27 сентября 1886). Старая дева.
1.1.1.1.2. Старый Джолион Форсайт (1806—1892) + Эдит Мур (? — 1874)
1.1.1.1.2.1. Молодой Джолион Форсайт (декабрь 1847—1920)+(1) Фрэнсис Криссон (1847—1884)+(2) Элен Хилмер (1855—1892)+(3) Ирэн Форсайт (Эррон) (9 ноября 1862 — ?)
1.1.1.1.2.1.1. Джун Форсайт (1869 — ?)
1.1.1.1.2.1.2. Джолли Форсайт (1878—1900)
1.1.1.1.2.1.3. Холли Форсайт (1881 — ?)
1.1.1.1.2.1.4. Джон Форсайт (12 мая 1901 — ?) + Энн Уилмот (1904 — ?)
1.1.1.1.3. Джемс Форсайт (5 августа 1811 — 20 ноября 1901) + Эмили Голдинг (1829—1910)
1.1.1.1.3.1. Сомс Форсайт (1855—1926)+(1) Ирэн Эррон (детей нет)+(2) Аннет Ламот (1880 — ?)
1.1.1.1.3.1.1. Флер Форсайт (Монт) (20 ноября 1901 — ?) + Майкл Монт (1896 — ?)
1.1.1.1.3.1.1.1. Кристофер «Кит» Монт (р. в 1923)
1.1.1.1.3.2. Уинифрид Форсайт (Дарти) (1858 — ?) + Монтегью Дарти (1855—1920, по другим данным — 1913)
1.1.1.1.3.2.1. Публиус Валериус «Вэл» Дарти (1880 — ?) + Холли Форсайт (детей нет)
1.1.1.1.3.2.2. Имоджин Дарти (Кардиган) (1882 — ?) + Джек Кардиган (есть дети)
1.1.1.1.3.2.3. Мод Дарти (1884 — ?)
1.1.1.1.3.2.4. Бенедикт Дарти (1886 — ?)
1.1.1.1.3.3. Рэйчел Форсайт (1861 — ?) + ?
1.1.1.1.3.4. Сисили Форсайт (1865 — ?) + ?
1.1.1.1.4. Суизин Форсайт (1811—1891) Потомства не оставил.
1.1.1.1.5. Роджер Форсайт (1813—1899) + Мэри Монк
1.1.1.1.5.1. Молодой Роджер Форсайт (1853 — ?) + Мари Уокер
1.1.1.1.5.1.1. Очень Молодой Роджер Форсайт (1890 — ?)
1.1.1.1.5.2. Джордж Форсайт (1856—1922) Холост. Потомства не оставил.
1.1.1.1.5.3. Юстас Форсайт (1860 — ?) + ?
1.1.1.1.5.4. Томас Форсайт (1862 — ?) + ?
1.1.1.1.5.5. Фрэнси Форсайт (1858 — ?)
1.1.1.1.6. Николас Форсайт (1817—1908) + Элизабет «Фанни» Блэйн
1.1.1.1.6.1. Молодой Николас Форсайт (1849 — ?) + Дороти Бокстон
1.1.1.1.6.1.1. Очень Молодой Николас Форсайт (1879 — ?)
1.1.1.1.6.1.2. Бланч Форсайт (1880 — ?)
1.1.1.1.6.1.3. Кристофер Форсайт (1881 — ?)
1.1.1.1.6.1.4. Виолетта Форсайт (1884 — ?)
1.1.1.1.6.1.5. Глэдис Форсайт (1886 — ?)
1.1.1.1.6.1.6. Патрик Форсайт (1894 — ?)
1.1.1.1.6.2. Юфимия Форсайт (1862 — ?)
1.1.1.1.6.3. Эрнест Форсайт (1853 — ?) + ?
1.1.1.1.6.4. Арчибальд Форсайт (1857 — ?) + ?
1.1.1.1.6.5. Флоренс Форсайт (1861 — ?) + ?
1.1.1.1.6.6. Мэриен Форсайт (Туитимен) (1859 — ?) + ? один ребёнок
1.1.1.1.7. Джулия «Джули» Форсайт (Смолл) (1814—1905). Вдова покойного Септимуса Смолла. Детей не имела + Септимус Смолл (? — 1868). Детей нет
1.1.1.1.8. Эстер Форсайт (1816—1907). Старая дева.
1.1.1.1.9. Тимоти Форсайт (1820—1920). Последний из старых Форсайтов. Потомства не оставил.
1.1.1.1.10. Сьюзен Форсайт (Хэймен) (1821—1895) + Джон Хэймен
1.1.1.1.10.1. Сент-Джон Хэймен (между 1852 и 1855 — ?) + ? (есть дети). Один из сыновей погиб в Первой мировой войне.
1.1.1.1.10.2. Джайлс Хэймен
1.1.1.1.10.3. Джесс Хэймен
1.1.1.1.10.4. Огастос Хэймен + ?
1.1.1.1.10.5. Аннабель Хэймен (Спендер) + ?
1.1.1.2. Эдгар Форсайт
1.1.1.3. Николас Форсайт (мэр Боспорта)
1.1.1.4. Роджер Форсайт
1.1.1.5. Джулия Форсайт (Найтингейл)

## Экранизации
«Сага о Форсайтах» несколько раз экранизировалась, первые немые фильмы по произведениям Голсуорси появились ещё в начале 1920-х годов.
В 1925 году выходит один из первых фильмов про Форсайтов «Белая обезьяна» Фила Розена. Флёр играет Барбара Ла Марр, а Майкла Монта Томас Холдинг. В Роли Сомса Форсайта Джордж Ф. Мэрион. Фильм числился среди потерянных, но в 2013 году появилась информация, что фильм нашёлся.
В 1934 году Джеймс Уэйл, известный своими лентами «Франкенштейн» и «Человека в железной маске» 1939 года, снимает фильм «Через реку» (англ. One More River).
В 1949 году вышел фильм «Сага о Форсайтах» (оригинальное название англ. That Forsyte Woman) кинокомпании Metro Goldwyn Mayer с Грир Гарсон в роли Ирэн.
В 1967 году появился 26-серийный телесериал телекомпании BBC. Экранизация Доналда Уилсона, Констанса Кокса. В фильме снялись Кеннет Мор (Kenneth More — Джо Форсайт), Эрик Портер (Eric Porter — Сомс Форсайт), (Найри Портер — Ирэн Форсайт), Майкл Йорк (Michael York — Джолли Форсайт) и др. известные артисты. В первый раз сериал был показан каналом BBC2 между 7 января и 1 июля 1967 года с аудиторией около 6 млн человек. Во время второго показа, начавшегося 8 сентября 1968 года, на канале BBC1, аудитория последней серии достигла 18 млн человек. Общемировая аудитория оценивается приблизительно в 160 млн зрителей. Это была первая английская программа, купленная Советским Союзом, закадровый перевод сделал Николай Александро́вич.
В 2002 году компания Granada Television сняла новую версию длительностью более 11,5 часов. В главных ролях Дэмиэн Льюис, Руперт Грейвс, Джина Макки, Корин Редгрейв и Йоан Гриффит.